# ケラタン硫酸
- ケラタン硫酸
- ケラト硫酸

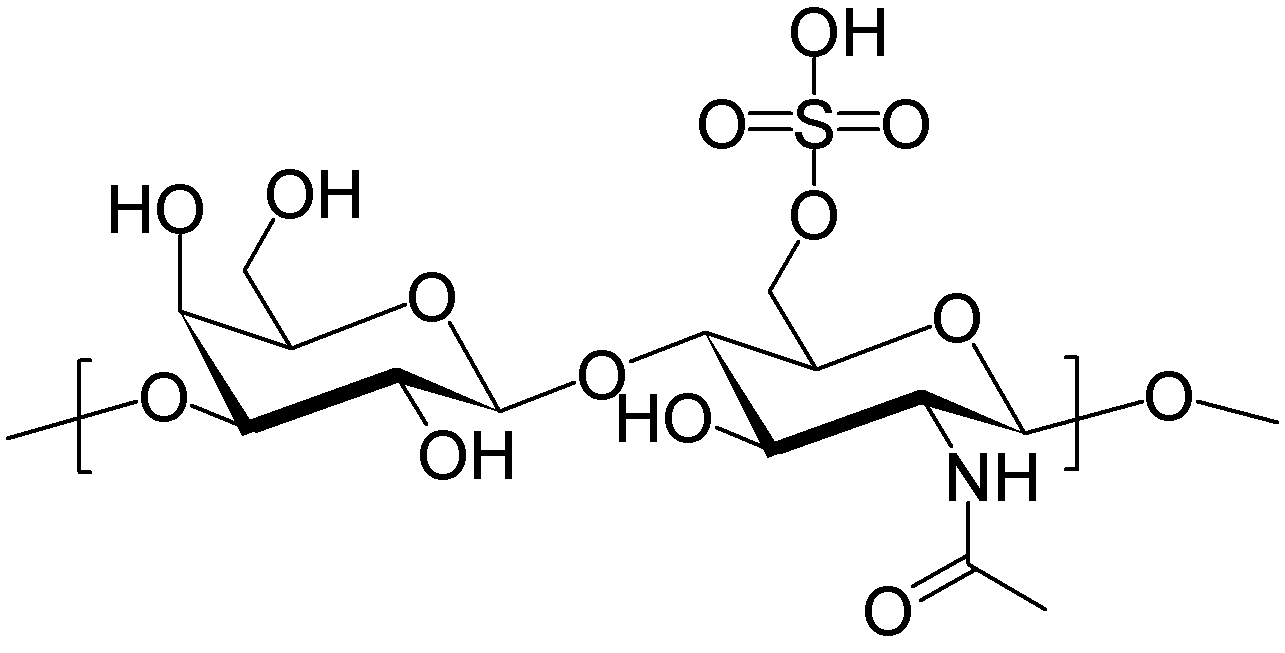
ケラタン硫酸

ケラタン硫酸（ケラタンりゅうさん、英: Keratan sulfate、KS）またはケラト硫酸（Keratosulfate）は、動物体の角膜、軟骨、骨に見られる硫酸グリコサミノグリカンである。他のグリコサミノグリカンと違い、ウロン酸を含んでおらず代わりにD-ガラクトースが含まれている。カール・メイヤーらのグループによって牛の角膜から1953年に初めて単離されたが、そのときはケラト硫酸と名付けられた。タンパク質との結合様式によってKS-IとKS-IIに分けられる。

## 構造
ケラタン硫酸は通常、-3Galβ1-4GlcNAcβ1-の二糖の繰り返しで構成され、硫酸基はGalとGlcNAcの両方または片方の6位炭素に結合した構造をしている。
一般に、髄核、軟骨に見られるケラタン硫酸(KS-II)は、角膜のケラタン硫酸(KS-I)に比べて硫酸基の含量が多く、ガラクトサミンを含む。また、タンパク質との結合様式については、KS-IIはO-グリコシド結合、KS-IはN-グリコシド結合である。